# هاورفرد (پنسیلوانیا)
هاورفرد (به انگلیسی: Haverford) یک منطقهٔ مسکونی در ایالات متحده آمریکا است که در شهرستان دلاویر، پنسیلوانیا واقع شده‌است.